# Be Here Now
Be Here Now es el tercer álbum de estudio de la banda inglesa Oasis, lanzado el 21 de agosto de 1997 por Creation Records. Tras el éxito mundial de la banda con sus dos primeros álbumes Definitely Maybe (1994) y (What's the Story) Morning Glory?  (1995), este tercer álbum era muy esperado. Su prelanzamiento lo llevó a una considerable promoción y publicidad en la prensa musical y popular. En ese punto, Oasis estaba en el tope de su fama, y Be Here Now se convirtió en el álbum que más rápido se ha vendido en la historia musical de Reino Unido, donde se vendieron más de 520,000 copias en su primer día de lanzamiento, y más de dos millones en las tres siguientes semanas. A la fecha, el álbum ha vendido alrededor de 7 millones de copias en todo el mundo.
La compañía de gestión de Oasis, Ignition, era consciente de los peligros de la sobreexposición y, antes de su lanzamiento, trató de controlar el acceso de los medios de comunicación al álbum. La campaña incluyó la limitación de las emisiones radiofónicas previas al lanzamiento y la obligación de los periodistas de firmar órdenes de silencio. La táctica alienó a la prensa y a muchos miembros de la industria relacionados con el grupo y alimentó la especulación y la publicidad a gran escala en la escena musical británica.
Aunque las reseñas iniciales fueron positivas, retrospectivamente el álbum es visto por mucha de la prensa musical, el público, y la mayoría de los miembros de la banda como sobre-indulgente e hinchado. En 2007, la revista Q, habiéndole dado al álbum una reseña de cinco estrellas, describió el hecho de que Be Here Now es visto seguido como «locura desastrosa y exagerada, el momento en que Oasis, con el juicio nublado por las drogas y la adulación generalizada, encalló en su propia autoestima». El productor del álbum Owen Morris mencionó de las sesiones de grabación que: «la única razón por la que alguien podía seguir ahí era el dinero. Noel había decidido que Liam era una mierda de cantante. Liam había decidido que odiaba las canciones de Noel. [...] Grandes cantidades de droga y peleas. Malas vibraciones. Grabaciones horribles».

## Antecedentes
En el verano de 1996, Oasis estaban ampliamente considerados, como dijo Noel Gallagher, «la banda más grande del mundo». Según el guitarrista, la banda «era más grande que, me atrevo a decirlo, Dios». El inmenso éxito comercial de los dos álbumes anteriores de la banda habían provocado un comportamiento frenético de los medios, y una omnipresencia en la prensa popular que entrañaba el riesgo de poner a los seguidores en contra de la banda. Por aquel entonces los miembros de Oasis estaban siendo invitados a funciones en la 10 de Downing Street por el primer ministro del Reino Unido y vacacionando con Johnny Depp y Kate Moss en el poblado de Mick Jagger en Mustique. En su última visita en la isla, Noel escribió la mayoría de las canciones que formarían el tercer álbum de Oasis. Había sufrido de bloqueo del escritor durante el invierno pasado, y admitió haber escrito solamente un riff de guitarra en los seis meses que transcurrieron después de haber lanzado (What's the Story) Morning Glory?. Después de unas semanas «vacío», se disciplinó a sí mismo a una rutina de composición en la cual iría "a su cuarto en la mañana, salir para almorzar, entrar de nuevo, salir para cenar, entrar de nuevo, y luego a la cama". Noel mencionó después sobre el álbum: «...la mayoría de las canciones fueron escritas antes de que siquiera consiguiera el contrato, me fui y escribí las letras en alrededor de dos semanas».
En agosto de 1996, la banda se presentó en dos conciertos ante un público de 250,000 personas en Knebworth House, Hertfordshire, mientras que más de 2,500,000 fanes habían aplicado para conseguir boletos. Esas fechas eran la cima de la popularidad de Oasis, y tanto la prensa musical como la banda se dieron cuenta de que no le sería posible a la banda igualar el evento. Sin embargo, alrededor de este tiempo había mucha inestabilidad y conflictos internos entre los miembros de la banda. El 23 de agosto de 1996, Liam se negó a cantar en una presentación en el MTV Unplugged en Royal Festival Hall en Londres, diciendo que tenía dolor de garganta. Aunque atendió al concierto, se pasó todo el tiempo abucheando a Noel desde el balcón superior. Cuatro días después, Liam rechazó participar en la primera etapa de un tour estadounidense, quejándose de que tenía que comprar una casa con su entonces novia Patsy Kensit. Se unió de nuevo con la banda unos días después para una presentación clave en los MTV Video Music Awards en Nueva York, pero cantó intencionalmente fuera de tono y escupió cerveza y saliva durante la presentación. Al día siguiente, The Sun publicó en su primera plana el encabezado «Estados Unidos enfermo por el alboroto obsceno de la escupidera de Liam». Entre muchas disputas internas, el tour continuó con Liam a Charlotte, Carolina del Norte, donde Noel finalmente perdió la paciencia con su hermano y anunció que dejaría la banda. Después anunció: "A decir verdad, no quería estar ahí de todos modos. No estaba preparado para estar en la banda si estaban siendo así uno con el otro". Aunque Noel se unió de nuevo con Oasis unas semanas después, la administración de la banda estaba preocupada. Con un álbum lleno de canciones ya hechas demos, la sensación general entre los Gallaghers era que debían grabar lo más pronto posible. Su mánager, Marcus Russell, dijo en 2007 que «en retrospección, fuimos al estudio muy rápido. El movimiento inteligente hubiera sido haberse tomado un descanso de un año. Pero al mismo tiempo parecía lo correcto de hacer. Si estás en una banda y tienes una docena de canciones que crees que son grandiosas, ¿porqué no hacerlo?».

## Grabación y producción
Las sesiones de Be Here Now comenzaron el 7 de octubre de 1996 en Abbey Road Studios de EMI en Londres. El productor del álbum Owen Morris describió la primera semana de grabación como "jodidamente horrible", y le sugirió a Noel que abandonaran la sesión: "Él sólo se encogió de hombros y dijo que estaría bien. Así que seguimos". Liam estaba bajo mucha concentración de parte de los tabloides en ese entonces, y el 9 de noviembre de 1996 fue arrestado y custodiado por posesión de cocaína después de una juerga en los Q Awards. Se produjo frenesí en los medios, y la administración de la banda tomó la decisión de moverse a un estudio menos accesible para los paparazzi.

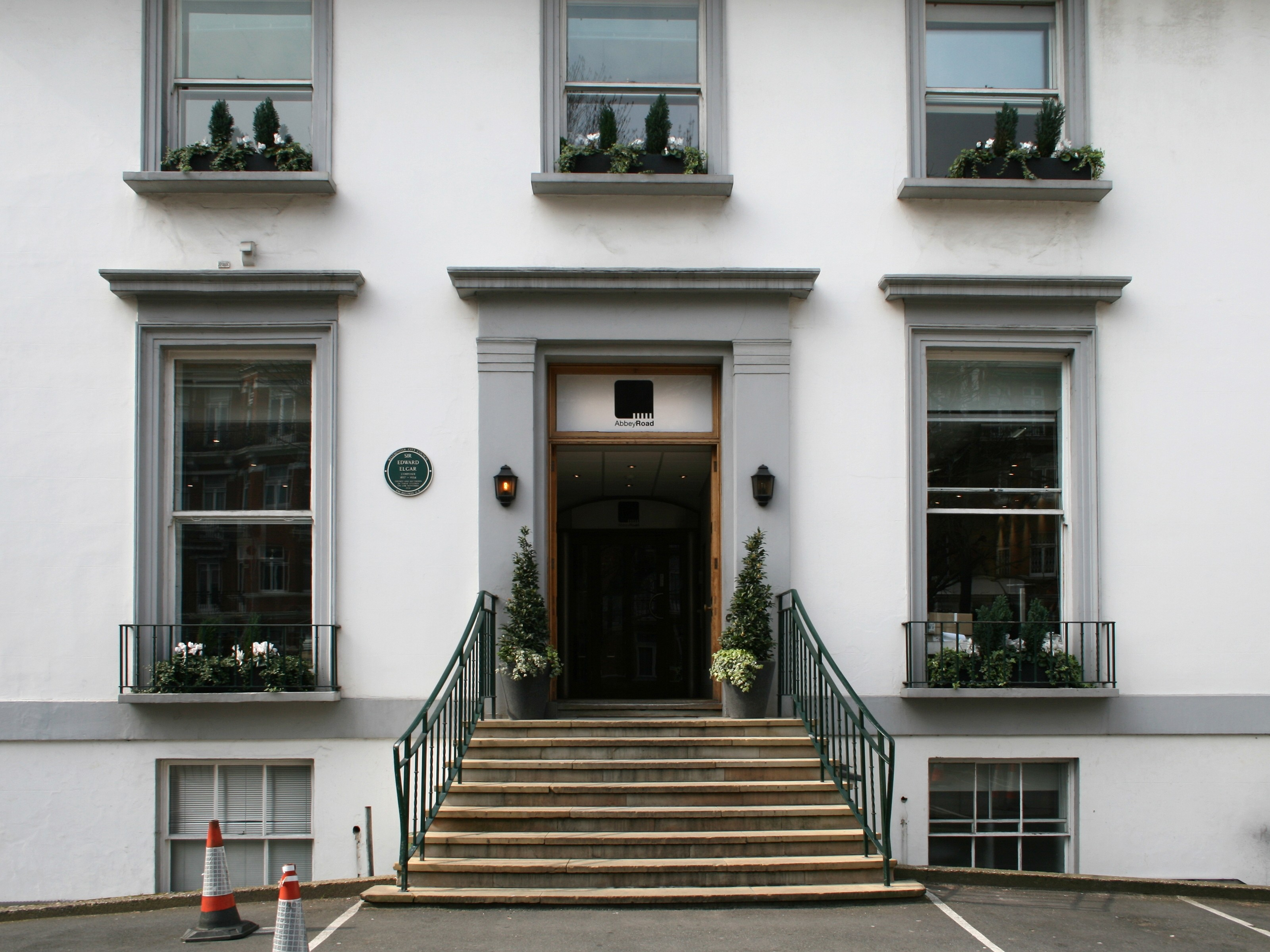
Be Here Now fue grabado en Abbey Road Studios.

El editor de espectáculos de The Sun Dominic Mohan recordó el periodo: "Teníamos algunos contactos de Oasis en la nómina. No sé si alguno de ellos era vendedor de drogas, pero siempre había algo de naturaleza poco fiable". La fotógrafa oficial de la banda Jill Furmanovsky sintió la presión de los medios, y fue presa de los periodistas de tabloides que vivían en el piso de arriba de ella: "Creían que tenía a la banda escondida en mi apartamento". En paranoia, Oasis se separó de su círculo de conocidos. Acordando con el publicista de Creation Records Johnny Hopkins: "La gente estaba pasando inadvertida al círculo interno de Oasis. Gente que los conocía antes de que fueran famosos en lugar de porque lo fueran". Hopkins comparó la situación con una corte medieval, completa con reyes, miembros de la corte y bufones. Explicó: «Una vez que estás en esa situación, pierdes de vista la realidad».
El 11 de noviembre de 1996, Oasis reposicionó las sesiones en Ridge Farm Studios en Surrey. Aunque la banda volvió con más energía, las primeras grabaciones habían involucrado el consumo de drogas de todos los involucrados en ellas. En 2007, Morris recordó que "en la primera semana, alguien trató de conseguir una onza de marihuana, pero terminó consiguiendo una onza de cocaína, lo cual lo resumió". Noel no estuvo presente durante ninguna grabación de las vocales de Liam, dando un ejemplo de la cantidad de drama rodeando las sesiones. Morris pensó que el material nuevo era débil, pero cuando le hizo saber su opinión a Noel, fue abatido: "Así que seguí metiéndome drogas en la nariz". Noel, queriendo hacer el álbum más denso y "colosal", puso múltiples capas de pistas de guitarra en varias de las canciones. En muchas ocasiones puso diez canales con partes idénticas de guitarra, en un esfuerzo por crear un volumen sonoro. Alan McGee, dueño de la disquera de Oasis, visitó el estudio durante la etapa de mezcla; dijo: «Solía ir al estudio, y había demasiado consumo de cocaína... Owen estaba fuera de control, y él era el que estaba a cargo de eso. La música era jodidamente ruidosa».

## Composición
Como con los dos previos álbumes de Oasis, las canciones en Be Here Now son generalmente hímnicas. Las estructuras son tradicionales, y en gran parte siguen la típica estructura verso - coro - verso - coro - puente - coro de la música rock basada en guitarra. En la reseña de Nude as the News, Jonathan Cohen notó que el disco es «virtualmente intercambiable con Definitely Maybe o su éxito taquillero (What's the Story) Morning Glory?», mientras que Noel había previamente remarcado que haría tres álbumes en este estilo genérico. Aun así, las canciones en Be Here Now difieren en ser más largas que los lanzamientos previos; un final extenso hace que «D'You Know What I Mean?» dure casi ocho minutos, mientras que «All Around the World» contiene tres cambios de modulación, y dura casi 10 minutos. Las temas tienen más capas y son más intricadas que antes, y cada una contiene múltiples pistas de guitarra sobrepuestas. Mientras Morris había previamente quitado capas sobrepuestas en el álbum debut de la banda Definitely Maybe, durante la producción de Be Here Now «parecía alentar alegremente» tal exceso; «My Big Mouth» tiene un estimado de treinta pistas de guitarra sobrepuestas dentro de la canción. Una reseña de Rolling Stone describía las partes de guitarra siendo compuestas por "riffs elementales". Hubo algo de experimentación: "D'You Know What I Mean?" contiene un loop ralentizado de la canción de N.W.A. "Straight Outta Compton", mientras que "Magic Pie" contiene armonías vocales y mellotron ordenados de manera psicodélica. De acuerdo con Noel, "todo lo que hice fue aplastar las teclas con mis codos y resultó en este jazz loco y todos se rieron. La producción del álbum está conformada por tonos agudos y de alta frecuencia, y de acuerdo con el escritor de Uncut Paul Lester, su uso de agudos recuerda a bandas de los 1980s de Creation Records tales como My Bloody Valentine y el álbum famosamente infraproducido de The Stooges, Raw Power. "D'You Know What I Mean?" fue el primer sencillo tomado de Be Here Now. Noel Gallagher mencionó después que esperó que le pidieran que acortara la duración de la canción por dos minutos. Sin embargo, nadie tuvo el valor de decírselo.
Las melodías vocales continúan la preferencia de Noel de "canto a coro masivo", aunque Du Noyer reconoce que no todas son del «tipo de insultos de bar» de los lanzamientos anteriores. En el tiempo de su lanzamiento, el escritor de Q Phil Sutcliffe resumió las letras de Be Here Now como una mezcla de "optimismo que engancha, un enjambre de Beatles y otras referencias de los '60s, una canción ruda de amor para Meg, y otras expresiones enredadas de su inhabilidad/renuencia para expresar emociones profundas".
Por otra parte, las letras fueron descritas como «recorrer la gama desde perspicaz hasta insípido», aunque Du Noyer admitió que Noel es "juzgando por sus letras, algo así como un filósofo de closet... alguien romántico al punto de que pareciera comportarse de manera femenina para otros hombres". Mientras que las canciones «Don't Go Away» y «The Girl in the Dirty Shirt» fueron descritas como descaradamente sentimentales, Du Noyer notó que "hay compasión y sensibilidad en estas canciones que no es el trabajo de tontos". Du Noyer reconoció que Noel a menudo se amarra a sí mismo en "nudos cósmicos", pero añadió que Gallagher había "escrito palabras que sonaban simples y verdaderas, y son por lo tanto poéticas sin tratar de serlo". Lester clasificó títulos de canciones como "Stand by Me" y "Don't Go Away" como una serie de demandas hacia miembros de su vida privada y su audiencia.
Du Noyer alabó las contribuciones vocales de Liam y describió su "gimoteo norteño de patán" como "el estilo individual más distintivo de nuestro tiempo". Lester aludió a Liam como el "portavoz" de Noel, y lo tituló como la "voz de todos los chicos de la clase trabajadora con medio yen disponible para hacerse oír y triunfar en grande".

## Lanzamiento

### Promoción
Cuando Alan McGee, el publicista de Creation Johnny Hopkins, y la ejecutiva de mercadotecnia Emma Greengrass escucharon por primera vez Be Here Now en la casa de Noel Gallagher, tuvieron sus dudas sobre su valor artístico, pero se las reservaron para ellos mismos. Un empleado de Creation mencionó "mucho cabeceo, muchos golpes en las espaldas". McGee admitió: "Lo escuché en el estudio y recuerdo haber dicho 'sólo vamos a vender siete millones de copias' ...Creí que era muy confrontacional". Sin embargo, en una entrevista con la prensa musical unos días después predicó que el álbum vendería veinte millones de copias. El hipérbole de McGee alarmó tanto a Oasis como a su compañía de administración Ignition, y ambos excluyeron su involucración en la campaña de lanzamiento. En ese punto, la estrategia de Ignition se centraba en suprimir toda publicidad, y retener el acceso a la música e información del álbum a todo aquel que no estuviera directamente relacionado con su lanzamiento. Temerosos de los daños del hype y la filtración del álbum, trataron de presentarlo como una "colección regular de canciones". Para lograrlo planearon un modesto presupuesto de mercadotecnia, para ser gastado en actividades promocionales como carteles en la calle y anuncios en la prensa musical, mientras evadían medios de corriente principal como vallas publicitarias y publicidad en televisión. De acuerdo con Greengrass: "Queríamos mantenerlo discreto. Queríamos tener control de toda la cosa".
Sin embargo, la extensión a la que Ignition quería llevar el control de acceso al álbum generó más hype que normalmente se podía esperar, y sirvió para alejar a miembros de los medios de imprenta y de transmisión, así como a muchos miembros del personal de Creation. Cuando "D'You Know What I Mean?" fue escogido como primer sencillo, Ignition decidió lanzar la canción a las radios un tiempo después para evitar demasiada exhibición de avances. Sin embargo, tres estaciones rompieron el embargo, e Ignition entró en pánico. Greengrass mencionó: "Habíamos estado en estas malditas conferencias en bunkers por seis meses o algo así, y nuestro plan se estropeó. Mierda, es una pesadilla". BBC Radio 1 recibió un CD conteniendo tres canciones diez días antes del lanzamiento del álbum, con la condición de que el DJ Steve Lamacq sobrepusiera su voz sobre las canciones para prevenir que se hicieran copias ilegales por los radioescuchas. Al día siguiente de haber dado una vista previa del álbum en su programa, recibió una llamada telefónica de Ignition informándole que ya no podría dar un avance de las canciones restantes porque no sobrepuso su voz lo suficiente sobre las canciones. Lamacq dijo: "Tenía que salir al aire la siguiente noche y decir, 'perdón, pero ya no vamos a conseguir más canciones.' Era simplemente absurdo". De acuerdo con el jefe de mercadotecnia de Creation John Andrews, "la campaña hizo que la gente despreciara a Oasis dentro de Creation. Tenía esta ridícula regla que era como 'lo siento, no está permitido que entres a la oficina por las siguientes horas. No está permitido que menciones la palabra Oasis.' Era como un estado fascista". Un empleado recordó el incidente "cuando alguien vino a checar nuestros teléfonos porque creyeron que The Sun estaba espiando las llamadas.
Cuando Hopkins comenzó a circular copias del álbum en casete a la prensa musical unas semanas después, le requirió a cada periodista que firmara un contrato conteniendo una cláusula requiriendo que, acordando con el periodista de Select Mark Perry, "no discutieran el álbum con nadie; ni siquiera con su pareja en su hogar. Básicamente decía que no hablaras con tu novia sobre ello en la cama". Mail on Sunday escribió del mánager de la banda Marcus Russell: "Tiene una mente como una trampa de acero y las habilidades organizativas de Winston Churchill". Refiriéndose a 1999, Greengrass admitió: "En retrospecto muchas de las cosas que hicimos fueron ridículas. Nos sentamos en reuniones de Oasis y decimos, 'está en Internet. Está en Camden Market. No importa. Creo que aprendimos nuestra lección". De acuerdo con Perry: "Parecía, particularmente una vez que escuchaste el álbum, que era el esplendor de la cocaína en su más ridículo grado. Recuerdo haber escuchado "All Around the World" y haberme reído agradablemente porque parecía tan ridículo. Lo único que pensabas era: Cristo, hay demasiado consumo de cocaína aquí".

### Portada

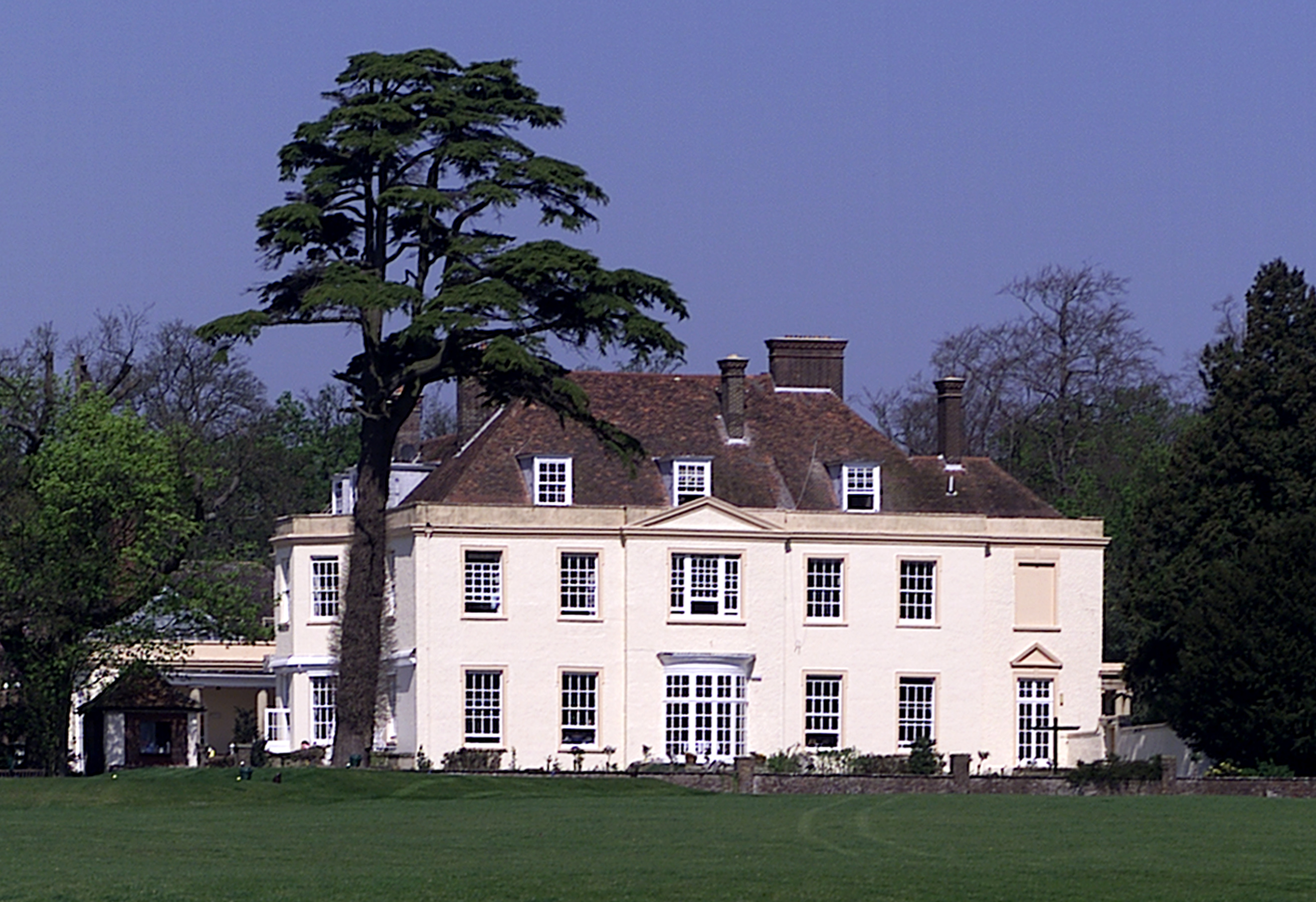
La portada del álbum tuvo lugar en los alrededores de la mansión del Stocks House.

La imagen de la portada de Be Here Now fue capturada en abril de 1997 en Stocks House en Hertfordshire, la antigua casa de Victor Lownes, el jefe de los Playboy Clubs en Reino Unido hasta 1981. Cuenta con la banda parada afuera del hotel rodeada por una variedad de accesorios. En el centro de la imagen está un Rolls-Royce flotando en una alberca. El fotógrafo Michael Spencer Johns dijo que el concepto original involucraba fotografiar a cada miembro de la banda en diferentes partes del mundo, pero el costo lo resultó prohibitivo. así que la captura fue reposicionada en Stocks House. Spencer remarcó que la toma "se degeneró en caos", agregando que "para las 8 p.m., todos estaban en el bar, había niños de escuela por todo el set, y el equipo de iluminación no podía prender el generador. Era Alicia en el país de las maravillas conoce a Apocalypse Now". A pesar de que la gente ha tratado de darle significado a los accesorios de la imagen, Johns dijo que Gallagher simplemente seleccionó artículos de la tienda de accesorios de BBC que creía se verían bien en la fotografía. Dos de los accesorios que habían sido previamente considerados para su inclusión fueron un globo terráqueo (pretendiendo servir de homenaje a la portada de Definitely Maybe) y el Rolls-Royce, el cual fue sugerido por Arthurs. La fecha de lanzamiento en cada región fue conmemorada en el calendario de la portada; el periodista John Harris dijo que la fecha "animaba a los fanes a creer que comprar una copia en el día que aparecía en el calendario era el participar en algún tipo de evento histórico".

## Recepción
Be Here Now fue lanzado en Reino Unido el 21 de agosto de 1997. La fecha de lanzamiento había sido adelantada por el miedo de Ignition de que las copias importadas a Estados Unidos llegaran a Reino Unido antes de su fecha de lanzamiento ahí. Preocupados de que fanes haciendo fila para una presentación de medianoche fueran entrevistados por noticieros de televisión, Ignition forzó a los distribuidores a firmar contratos comprometiéndose a no vender el álbum antes de las 8 a. m. Sin embargo, cuando el álbum fue puesto a la venta, las cámaras se presentaron a pesar de todo, justo a tiempo para grabar la inicialmente lenta venta. No fue hasta la hora del almuerzo que las ventas incrementaron. Al final del primer día de lanzamiento, Be Here Now había vendido más de 420,000 unidades, y al final del sábado de esa semana las ventas alcanzaron 696,000 copias, haciéndolo el álbum vendido más rápidamente en la historia de Reino Unido. Be Here Now se posicionó en el segundo lugar en las listas de Billboard en Estados Unidos, pero el haber vendido 152,000 copias en la primera semana (habiéndose esperado que vendiera 400,000) fue considerado una decepción.

"Es el sonido de... un bonche de sujetos, drogados con cocaína, en el estudio, sin que les importe nada. No hay bajo en todo el álbum; no sé por qué pasó eso... Y todas las canciones son muy largas y las letras son mierda y por cada milisegundo que Liam no está diciendo una palabra, hay un riff de guitarra en un estilo de Wayne's World".
Noel Gallagher reflejando Be Here Now.

Reseñas contemporáneas de Be Here Now fueron, como dijo John Harris, unánime con "alabanzas verdaderamente sorprendentes". De acuerdo con Harris, "para encontrar un álbum que haya traído noticias efusivas con tanta profusión, uno tenía que devolverse treinta años, al lanzamiento de Sgt. Pepper's Lonely Hearts Club Band". Mientras que la revista Q describía el álbum como "el equivalente musical de la cocaína", la mayoría de las primeras reseñas alababan la duración del álbum, volumen y ambición. Las reseñas de la prensa musical británica hacia el álbum anterior de Oasis (What's the Story) Morning Glory? habían sido generalmente negativas. Cuando se convirtió, en las palabras del escritor de Select Alex Petridis, en "este tipo gigante de Zeitgeist de álbum definitivo" la prensa musical se "desconcertó". Dándose cuenta de que lo habían recibido mal la última vez, Petridis cree que las excelentes críticas iniciales fueron una concesión a la opinión pública.
Acabando 1997, Be Here Now había vendido ocho millones de copias en todo el mundo. Sin embargo, la cifra de ventas fue conseguida principalmente en las primeras dos semanas de su lanzamiento, y una vez que el álbum fue transmitido por las estaciones de radio de Reino Unido, la cifra de ventas disminuyó. Los compradores se dieron cuenta de que el álbum no era otro (What's the Story) Morning Glory?, y por 1999, Melody Maker reportó que fue el álbum más vendido a tiendas musicales de segunda mano. En el documental de 2003 dirigido por John Dower Live Forever: The Raise and Fall of Brit Pop, el crítico Jon Savage señaló que Be Here Now fue el momento en el que el movimiento britpop terminó. Savage dijo que mientras que el álbum "no es el gran desastre que todos dicen", señaló que "debía de haber sido el gran, gran álbum triunfante" del periodo. Q expresó sentimientos similares, escribiendo, "Be Here Now cayó tan colosalmente bajo sobre las expectativas que mató al britpop y marcó el comienzo en una era de música más ambiciosa y menos pretenciosa. El periodista de The Irish Times Brian Boyd escribió: "Hinchado y sobrecalentado (así como la mayoría de las bandas de esos tiempos), el álbum tiene toda esa jactancia terrible tan característica del consumidor de cocaína". Reflejando 2007, Garry Mulholland admitió, "el hecho de no pudo haber llegado a la altura de las expectativas que rodeaban su lanzamiento no cambia los hechos. El tercer álbum de Oasis es un ruido fuerte y pesado que no significa nada".
Los hermanos Gallagher tenían diferentes opiniones sobre el álbum. A principios de julio de 1997, Noel estaba "hablando mal" de Be Here Now en la prensa musical, describiendo su producción como "suave", y remarcando que algunas de las canciones eran "una puta mierda". En Live Forever: The Rise and Fall of Brit Pop, descartó al álbum y culpó a las drogas y a la indiferencia de la banda durante la grabación. Sugirió que la gente que estaba insatisfecha con el álbum simplemente lo vendiera. En contraste, Noel señaló que su hermano "piensa que es lo máximo". En el mismo documental, Liam defendió al álbum, y dijo que "en el momento pensamos que era jodidamente grandioso, y todavía lo pienso. Sólo que no es Morning Glory". En 2006, Liam dijo de Noel: "Si no le gustaba tanto el álbum, no debió haberlo sacado, en primer lugar. No sé qué le pasa, pero es un álbum de primera y estoy orgulloso de él, solamente es un poco largo".

## Lista de canciones
Todas las canciones escritas por Noel Gallagher.

| N.º   | Título                           | Duración |  |
| 1.    | «D'You Know What I Mean?»        | 7:44     |  |
| 2.    | «My Big Mouth»                   | 5:02     |  |
| 3.    | «Magic Pie»                      | 7:19     |  |
| 4.    | «Stand by Me»                    | 5:56     |  |
| 5.    | «I Hope, I Think, I Know»        | 4:22     |  |
| 6.    | «The Girl in the Dirty Shirt»    | 5:49     |  |
| 7.    | «Fade In-Out»                    | 6:52     |  |
| 8.    | «Don't Go Away»                  | 4:48     |  |
| 9.    | «Be Here Now»                    | 5:13     |  |
| 10.   | «All Around the World»           | 9:20     |  |
| 11.   | «It's Gettin' Better (Man!!)»    | 7:00     |  |
| 12.   | «All Around the World (Reprise)» | 2:08     |  |
| 71:33 |                                  |          |  |

| Bonus track relanzamiento japonés 2016 |                               |          |  |
| N.º                                    | Título                        | Duración |  |
| 13.                                    | «All Around The World» (Demo) | 5:54     |  |
| 77:27                                  |                               |          |  |

| 2016 reissue disc 2: B-Sides and Demos |                                                      |          |  |
| N.º                                    | Título                                               | Duración |  |
| 1.                                     | «Stay Young»                                         | 5:08     |  |
| 2.                                     | «The Fame»                                           | 4:36     |  |
| 3.                                     | «Flashbax»                                           | 5:09     |  |
| 4.                                     | «(I Got) The Fever»                                  | 5:15     |  |
| 5.                                     | «My Sister Lover»                                    | 5:59     |  |
| 6.                                     | «Going Nowhere»                                      | 4:42     |  |
| 7.                                     | «Stand By Me» (Live At Bonehead's Outtake)           | 6:03     |  |
| 8.                                     | «Untitled» (Demo)                                    | 4:38     |  |
| 9.                                     | «Help!» (Live In L.A.)                               | 3:45     |  |
| 10.                                    | «Setting Sun» (Live Radio Broadcast)                 | 3:56     |  |
| 11.                                    | «If We Shadows» (Demo)                               | 4:53     |  |
| 12.                                    | «Don't Go Away» (Demo)                               | 3:43     |  |
| 13.                                    | «My Big Mouth» (Live At Knebworth Park, August 1996) | 5:21     |  |
| 14.                                    | «D'You Know What I Mean?» (NG's 2016 Rethink)        | 7:23     |  |
| 70:32                                  |                                                      |          |  |

| 2016 reissue disc 3: The Mustique Sessions |                                               |          |  |
| N.º                                        | Título                                        | Duración |  |
| 1.                                         | «D'You Know What I Mean?» (Mustique Demo)     | 7:15     |  |
| 2.                                         | «My Big Mouth» (Mustique Demo)                | 5:17     |  |
| 3.                                         | «My Sister Lover» (Mustique Demo)             | 6:09     |  |
| 4.                                         | «Stand By Me» (Mustique Demo)                 | 6:01     |  |
| 5.                                         | «I Hope, I Think, I Know» (Mustique Demo)     | 4:11     |  |
| 6.                                         | «The Girl In The Dirty Shirt» (Mustique Demo) | 5:23     |  |
| 7.                                         | «Don't Go Away» (Mustique Demo)               | 4:18     |  |
| 8.                                         | «Trip Inside (Be Here Now)» (Mustique Demo)   | 3:35     |  |
| 9.                                         | «Fade In-Out» (Mustique Demo)                 | 6:03     |  |
| 10.                                        | «Stay Young» (Mustique Demo)                  | 4:56     |  |
| 11.                                        | «Angel Child» (Mustique Demo)                 | 4:28     |  |
| 12.                                        | «The Fame» (Mustique Demo)                    | 4:45     |  |
| 13.                                        | «All Around The World» (Mustique Demo)        | 6:31     |  |
| 14.                                        | «It's Getting Better (Man!!)» (Mustique Demo) | 6:38     |  |
| 75:32                                      |                                               |          |  |

## Personal
Oasis
- Liam Gallagher: voz principal y coros, pandereta
- Noel Gallagher: guitarras, coros, sampler en "D'You Know What I Mean?" y voz principal en "Magic Pie"
- Paul Arthurs: guitarras
- Paul McGuigan: bajos
- Alan White: batería

Músicos adicionales.
- Mike Rowe: piano eléctrico en "Don't Go Away" y órgano
- Johnny Depp: guitarra slide en "Fade In-Out"
- Mark Feltham: armónica en "All Around the World"
- Richard Ashcroft: coros en "All Around the World"

## Posiciones en las listas
| Año  | Lista                          | Posición |
| ---- | ------------------------------ | -------- |
| 1997 | Australian Album Chart (ARIA)  | 1        |
| 1997 | Austrian Album Chart           | 3        |
| 1997 | Belgium Album Chart (Flanders) | 1        |
| 1997 | Belgium Album Chart (Wallonia) | 2        |
| 1997 | Canadian Album Chart           | 1        |
| 1997 | Dutch Album Chart              | 1        |
| 1997 | Finnish Album Chart            | 1        |
| 1997 | French Album Chart             | 1        |
| 1997 | German Album Chart             | 2        |
| 1997 | New Zealands Album Chart       | 1        |
| 1997 | Norwegian Album Chart          | 1        |
| 1997 | Swedish Album Chart            | 1        |
| 1997 | Swiss Album Chart              | 2        |
| 1997 | UK Albums Chart                | 1        |
| 1997 | Billboard 200                  | 2        |

| País           | Certificación | Ventas    |
| -------------- | ------------- | --------- |
| Argentina      | Oro           | 20,000    |
| Australia      | Platino       | 70,000    |
| Canadá         | 2x Platino    | 200,000   |
| Francia        | Platino       | 280.000   |
| Alemania       | Oro           | 100,000   |
| Holanda        | Oro           | 40,000    |
| Noruega        | Oro           | 25,000    |
| Suiza          | Oro           | 25,000    |
| Reino Unido    | 6x Platino    | 1,800,000 |
| Estados Unidos | Platino       | 1,000,000 |